# バレーボールスイス男子代表
バレーボールスイス男子代表は、バレーボールの国際大会で編成されるスイスの男子バレーボールナショナルチームである。

## 歴史
1957年に国際バレーボール連盟へ加盟。オリンピック、世界選手権の出場はないが、1971年欧州選手権に出場した。世界選手権大陸予選や欧州選手権予選にも出場しておらず、FIVBランキングはランク外である。

## 過去の成績

### オリンピックの成績
- 出場なし

### 世界選手権の成績
- 出場なし

### 欧州選手権の成績
- 1971年 - 19位